# XXIX Universiade invernale

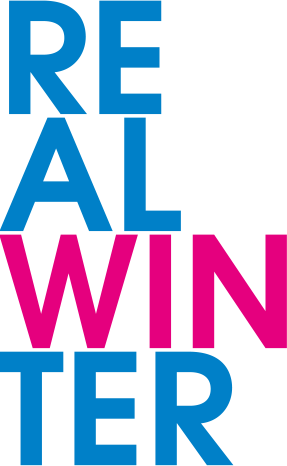
Slogan della competizione

La XXIX Universiade invernale (in russo: Зимняя Универсиада 2019) si è svolta dal 2 al 12 marzo 2019 a Krasnojarsk, in Russia.
Hanno presenziato alla cerimonia di apertura, sollevando la torcia, il giocatore di bandy Sergej Lomanov e l'ex ginnasta Svetlana Chorkina. In questa edizione hanno fatto il loro debutto fra le discipline incluse il bandy e lo sci orientamento.

## Processo di selezione
La procedura di candidatura per la XXIX Universiade è stata avviata il 1º settembre 2012. La Russia, già organizzatrice delle Universiadi estive di Kazan' 2013, ha subito manifestato il proprio interesse a ospitare la competizione proponendo come sede la città siberiana di Krasnojarsk. Anche il Canton Vallese, in Svizzera, si è proposto come sede ospitante.
Il 3 aprile 2013 la FISU ha ufficializzato le due candidature:
- Krasnojarsk  Russia
- Canton Vallese  Svizzera

Il 14 settembre 2013 Krasnojarsk ha formalizzato la sua proposta alla FISU, mentre il Canton Vallese si è ritirato. La votazione finale che ha assegnato la XXIX Universiade a Krasnojarsk è avvenuta il 9 novembre 2013.

## Programma
| CA | Cerimonia d'apertura | 1 | Finali | CC | Cerimonia di chiusura | ● | Competizioni |

| Marzo                 | 1 Ven | 2 Sab | 3 Dom | 4 Lun | 5 Mar | 6 Mer | 7 Gio | 8 Ven | 9 Sab | 10 Dom | 11 Lun | 12 Mar | Eventi |
| --------------------- | ----- | ----- | ----- | ----- | ----- | ----- | ----- | ----- | ----- | ------ | ------ | ------ | ------ |
| Cerimonie             |       | CA    |       |       |       |       |       |       |       |        |        | CC     |        |
| Bandy                 | ●     | ●     | ●     | ●     | ●     | ●     | ●     | 1     | ●     | 1      |        |        | 2      |
| Biathlon              |       |       |       | 2     |       | 2     | 2     |       | 1     | 2      |        |        | 9      |
| Curling               |       |       | ●     | ●     | ●     | ●     | ●     | ●     | ●     | 2      |        |        | 2      |
| Freestyle             |       |       | 2     | 1     |       | 2     |       |       | 2     | 2      | 2      |        | 11     |
| Hockey su ghiaccio    | ●     | ●     | ●     | ●     | ●     | ●     | ●     | ●     | ●     | ●      | 1      | 1      | 2      |
| Pattinaggio di figura |       |       |       |       |       | ●     | 2     | 1     | 2     |        |        |        | 5      |
| Sci alpino            |       |       | 2     | 1     | 1     |       | 1     | 1     | 1     | 1      | 1      |        | 9      |
| Sci di fondo          |       |       | 2     | 2     |       | 2     |       | 1     | 2     |        | 1      | 1      | 11     |
| Sci orientamento      |       |       |       | 2     | 2     |       | 1     |       |       | 2      |        |        | 7      |
| Short track           |       |       |       | 2     | 2     | 4     |       |       |       |        |        |        | 8      |
| Snowboard             |       |       | 2     |       | 2     | 2     |       | 2     |       | 2      |        |        | 10     |
| Eventi totali         |       |       | 8     | 10    | 7     | 12    | 6     | 5     | 8     | 13     | 5      | 2      | 76     |
| Totale complessivo    |       |       | 8     | 18    | 25    | 37    | 43    | 48    | 56    | 69     | 74     | 76     |        |
| Marzo                 | 1 Ven | 2 Sab | 3 Dom | 4 Lun | 5 Mar | 6 Mer | 7 Gio | 8 Ven | 9 Sab | 10 Dom | 11 Lun | 12 Mar | Eventi |

## Medagliere
Paese ospitante
| Pos.   | Paese         | Oro | Argento | Bronzo | Totale |
| ------ | ------------- | --- | ------- | ------ | ------ |
| 1      | Russia        | 41  | 39      | 32     | 112    |
| 2      | Corea del Sud | 6   | 4       | 4      | 14     |
| 3      | Giappone      | 5   | 4       | 4      | 13     |
| 4      | Austria       | 3   | 3       | 0      | 6      |
| 5      | Finlandia     | 3   | 2       | 7      | 12     |
| 6      | Norvegia      | 3   | 2       | 3      | 8      |
| 7      | Francia       | 2   | 4       | 7      | 13     |
| 8      | Svizzera      | 2   | 2       | 3      | 7      |
| 9      | Germania      | 2   | 1       | 2      | 5      |
| 9      | Svezia        | 2   | 1       | 2      | 5      |
| 11     | Bielorussia   | 2   | 1       | 0      | 3      |
| 12     | Rep. Ceca     | 1   | 2       | 3      | 6      |
| 13     | Canada        | 1   | 2       | 2      | 5      |
| 14     | Cina          | 1   | 2       | 1      | 4      |
| 15     | Italia        | 1   | 1       | 1      | 3      |
| 16     | Polonia       | 1   | 1       | 0      | 2      |
| 17     | Kazakistan    | 0   | 4       | 3      | 7      |
| 18     | Slovacchia    | 0   | 1       | 0      | 1      |
| 19     | Georgia       | 0   | 0       | 1      | 1      |
| 19     | Regno Unito   | 0   | 0       | 1      | 1      |
| Totale | Totale        | 76  | 76      | 76     | 228    |

## Francobolli dedicati
Il 2 marzo 2018 le poste russe hanno emesso quattro francobolli della serie "29a Universiade invernale del 2019 a Krasnoyarsk. Luoghi sportivi". Oltre alle arene sportive, ogni francobollo raffigura l'emblema delle Universiadi invernali 2019

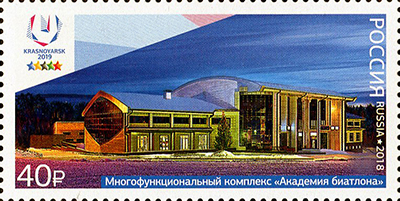
Complesso polifunzionale Biathlon Academy
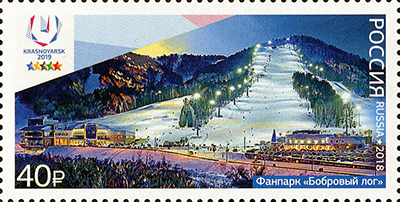
Complesso di sci alpino Fun Park Bobrovy Log
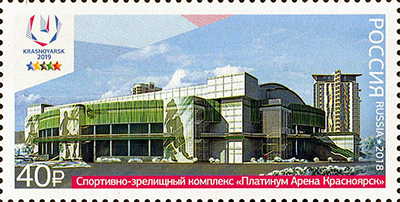
Platinum Arena Ice Arena
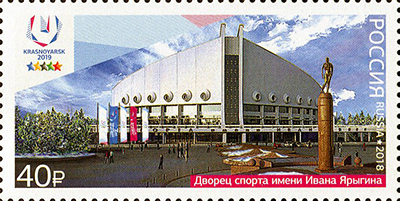
Ivan Yarygin Sports Palace